# Groupe Casino
De Groupe Casino (of Casino Guichard Perrachon) is een Franse multinational, die zich bezighoudt met de detailhandel. Het bedrijf is na Carrefour het grootste detailhandelsconcern van Frankrijk. In Nederland is Groupe Casino vooral bekend als het voormalige moederbedrijf van de supermarktketen Super De Boer.

## Activiteiten
Casino heeft meer dan 14.000 verkooppunten. Het bedrijf heeft onder andere de merken Géant Casino (hypermarkten), Monoprix en Franprix (supermarkten) en Leader Price (discountwinkels). In Argentinië is het actief met de ketens Libertad en Mini Libertad en in Brazilië is Pão de Açúcar de meest belangrijke winkelketen.
In 2022 behaalde de groep een omzet van 34 miljard euro. De regio Latijns-Amerika is met een omzetaandeel van 50% het grootst en wordt op korte afstand gevolgd door Frankrijk waar Casino ruim 40% van de totale omzet behaalde. De rest komt voornamelijk van verkopen via internet onder het label Cdiscount.

## Geschiedenis
In 1860 kochtt de heer Bréchard een oud casino in Saint-Étienne. Na twee jaar sloot hij het casino, en vestigde hij in het gebouw een kruidenierswinkel, die hij de naam Casino gaf. In 1892 werd Geoffroy Guichard (1867-1940) eigenaar van het winkeltje. In 1898 werd het merk Casino geregistreerd, en in 1901 had Casino al 50 filialen. Na de Tweede Wereldoorlog groeide het bedrijf flink, en nam het verschillende andere winkelformules over, waaronder La Ruche. In 1992 fuseerde Casino met Rallye. In 1998 namen de internationale activiteiten een vlucht met de acquisitie van GPA in Brazilië en Grupo Éxito in Colombia. In 2000 werd Cdiscount overgenomen waarmee Casino actief werd met verkopen via internet.
In februari 2016 maakte Casino de verkoop bekend van het meerderheidsbelang in Big C Supercenter in Thailand voor ruim 3 miljard euro aan de TCC Group. Een paar maanden later werden de activiteiten van Casino in Vietnam verkocht aan Central Group. Casino ontving hiervoor 1 miljard euro en de opbrengst is gebruikt om de schuldenlast te reduceren.
De onderneming kampt al jaren met financiële problemen en heeft in de jaren 2018 tot en met 2022 alleen verliezen gerapporteerd. In juni 2018 maakte het een plan bekend om voor 1,5 miljard euro aan activiteiten te verkopen, dit plan werd stapsgewijs verhoogd naar 4,5 miljard euro in augustus 2019. In 2022 werd GreenYellow verkocht. Dit bedrijf actief op het gebied van hernieuwbare energie werd in 2007 mede-opgericht door Casino. De verkoopsom was 1,4 miljard euro, inclusief schulden die mee overgaan, en de nieuwe eigenaar is Ardian, een investeringsfonds in Frankrijk. Casino had een meerderheidsbelang van 72% in GreenYellow. Op 31 december 2022 was 4,1 miljard euro aan verkopen gerealiseerd.
Ondanks de verkopen is Casino niet uit de financiële problemen geraakt. Het bedrijf heeft begin juli 2023 bescherming tegen schuldeisers aangevraagd. Het Franse supermarktconcern heeft 6,4 miljard euro aan schulden, waarvan de helft binnen twee jaar moet worden terugbetaald. Twee potentiële kopers voor het bedrijf hebben zich inmiddels gemeld.
Op 16 oktober 2023 bereikte Casino overeenstemming met de supermarktketen Grupo Calleja in El Salvador, dit bedrijf gaat het aandelenbelang in Almacenes Éxito overnemen. Met de verkoop van het belang van 34% krijgt Casino zo'n US$ 400 miljoen binnen. Casino's Braziliaanse dochteronderneming Grupo Pão de Açucar verkoopt ook nog eens een belang van 13,3% in Éxito en ontvangt hiervoor US$ 156 miljoen. Éxito werd geconsolideerd en met deze verkoop halveert de omzet van Casino in Latijns-Amerika.
Op 24 januari 2024 sloot Casino Group overeenkomsten met Auchan Retail France en Groupement Les Mousquetaires. De overeenkomsten voorziet in de verkoop van 288 winkels en aangrenzende tankstations. De verkoopprijs, inclusief de overname van schulden, is zo'n 1,3 miljard. De transacties aan Auchan en Groupement Les Mousquetaires vormen een ondeelbaar geheel en zijn medio 2024 afgerond.
In januari 2024 stemden aandeelhouders en schuldeisers van Casino in met het reddingsplan van de Tsjechische miljardair Daniel Křetínský. In de voorgestelde kapitaalwijziging krijgt Kretinsky en zijn consortium bijna 54% van het kapitaal in handen. De aandeelhouders verliezen bijna alles en voor hun resteert een belang van 0,3%. De schuldeisers verliezen een deel van hun vorderingen en krijgen als tegenprestatie een kwart van de aandelen in handen. Om de schulden verder te reduceren brengt Kretinsky 1,2 miljard euro aan nieuwe eigen vermogen in. Op 28 maart 2024 werd de financiële herstructurering afgerond.